# Calospilota duchaillui
Calospilota duchaillui es una especie de mantis de la familia Mantidae.

## Distribución geográfica
Se encuentra en Nigeria.